# کمدی بنگ! بنگ!
کمدی بنگ! بنگ!(مجموعه تلویزیونی) (انگلیسی: Comedy Bang! Bang!)
نام یک فیلم است که به نویسندگی اسکات اوکرمن ساخته شد. این برنامه تلویزیونی هر آخر هفته از از شبکه IFC را پخش می‌گردید. موضوع این فیلم بیشتر برپایه فراواقع‌گرایی تهیه و تنظیم شده است. از بازیگران این فیلم می‌توان به اندی دالی، نیک کرول، سس موریس، توماس لنون، هوول هاوسر، جیمز آدومیان و پل اف. تامپکینز می‌توان نام برد. این فیلم در ۵ فصل تهیه و تنظیم شده است. فصل ۱: ۱۰ قسمت، فصل ۲: ۲۰ قسمت، فصل ۳: ۲۰ قسمت، فصل ۴: ۴۰ قسمت و فصل ۵: ۲۰ قسمت است.